# Ohotsko more
Ohotsko more je more u zapadnom dijelu Tihog oceana, smješteno između Kamčatke, Kurilskih otoka, otoka Hokkaidō, otoka Sahalin i istočne obale Sibira. 
Ohotsko more, povezano je s Japanskim morem kroz tjesnace s istočne i zapadne strane otoka Sahalina. 

## Vanjske poveznice
|  | Zajednički poslužitelj ima još gradiva o temi Ohotsko more |